# Bányász-barlang
A Bányász-barlang Magyarország fokozottan védett barlangjai közül az egyik. Magyarország legmélyebb barlangja. A Bükki Nemzeti Parkban, a Bükk-fennsíkon, Lillafüredtől nyugatra, a Menyecske-töbör és a Közép-bérc között félúton, a Lendeczky út északi oldalán található a Bányász-barlang. A barlang turista útikalauzokban is szerepel.

## Kialakulás
A járatok befoglaló kőzete középső triász kori Bükkfennsíki Mészkő. Járatai főleg párhuzamos, függőleges aknák, rövid, nagy esésű összekötő szakaszokkal és omladékos labirintusokkal, álfenekekkel. Többnyire, jól felismerhetően a mészkő ÉK–DNy-i csapású és kb. 80°-os dőlésű szerkezeti síkjai mentén alakult ki. Ez a szerkezeti irány a földtani térképen is megjelenik. Pelikán Pál szerint ez a szerkezet a hegység középső krétában bekövetkezett első jelentős metamorfizálódása idején kialakult palássági sík. Az ÉNy–DK-i irányú szerkezetek szerepe alárendelt, néhány aknákat összekötő szakasz és a Róka-ág egy-két járata fejlődött ki bennük.
A barlang kialakítója elsősorban a Szinva-forrás felé egykor itt elnyelődő vizek oldó hatása lehetett. A jelenlegi végponttól a Herman-kürtőig több jellegzetes zsombolyakna követi egymást, a falakon lefolyó víz jellegzetes oldásos formakincsével. Ezeket járhatatlanul szűk meanderező járatok kötik össze. Az aknák szinte tankönyvi példái az Ivo Baron féle zsombolyképződési elméletnek.
Nehezen magyarázható viszont a Bejárati-akna alatt induló, és a Feneketlen-aknán át a Róka-ág, Herman-kürtő elágazásáig tartó szakasz kialakulása. A Feneketlen-akna több szempontból sem tipikus zsombolyakna. Nagyrészt igen meredeken lejt, kevés függőleges szakasszal. Keresztszelvényein jól látható, hogy a járatot irányító törésekhez képest a járat a fedőtagba is kiterjedt, sokszor nagyobb mértékben, mint a fekvőtagba (a lefolyó vizek inkább csak a fekvőtagot pusztítják, oldják). Inkább a víz alatti oldódásra jellemző jellegzetes félköríves, legömbölyített formák borítják falait. Az akna közepe táján a Párkány felett valószínűleg egykori vízszintet jelző mély oldási szinlő látható. Ezek az alaktani jegyek arra utalnak, hogy ez az akna a karsztvízszint alatt alakult ki és akár jóval idősebb is lehet a barlang más részeinél.
A barlang alsó része ma is aktívan fejlődik. Az aknákban egész évben találni csepegő, csordogáló vizeket, árvizek idején még nem látták, de a csoport a jelentések szerint egy felhőszakadás során a bontások ácsolatát kimosó árvíz miatt hagyott fel itt a kutatással. Ez a megfigyelés és a barlangfalak tiszta, mosott felülete óvatosságra inti a kutatókat.

## Képződmények
A barlang formakincse változatos: hasadék jellegű és oldásos formák is előfordulnak. Cseppkövekben gazdag, de általános jelenség a képződmények visszaoldódása. Különösen gyakoriak a cseppkőkérgek, lefolyások, a cseppkővel cementált omladékok és kőtörmelékek. Már az első aknában, közvetlenül a bejárat alatt találhatók cseppkőlefolyások, ami arra utal, hogy az akna egy része korábban lepusztult. Ezt megerősíti az is, hogy az aljában szűkületet alkotó kőtömbökről felismerhető, hogy azok egykori cseppkövek m³-es darabjai.

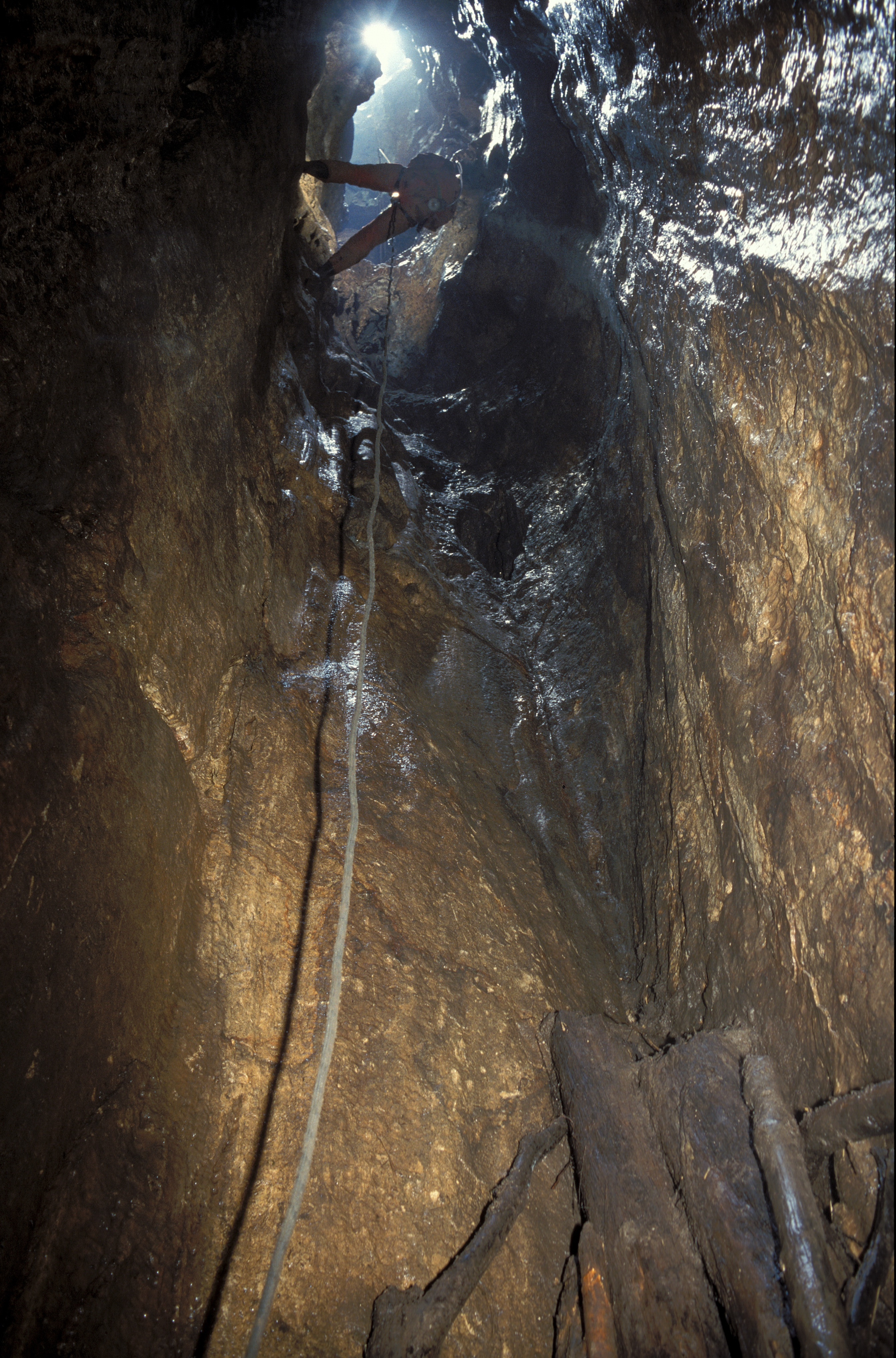
Bányász-barlang, Bejárati-akna

A falakról lehasadt, majd oda újabb cseppkőkiválással visszaragasztott kérgek találhatók a Cseppköves-kürtőben. Ehhez hasonló jelenségeket a Kis-kőháti-zsombolyban hidegebb éghajlatú időszakok (akár glaciálisok) fagyhatásával magyarázták. A Feneketlen-akna falai cseppkőlefolyással díszítettek, az új szakaszokon viszont az overallszaggató, késpenge élességű kőcsipkés szakaszok és a visszaoldott cseppkövek váltogatják egymást. Ez arra utal, hogy valamikor ez a szakasz is inaktívvá vált, később azonban újra elkezdett agresszív, oldóképes víz csordogálni benne. Hasonló, lyukasra, lemezesre korrodálódott cseppkövek a mecseki Spirál-víznyelő 2008-as, új szakaszában lettek megfigyelve.

## Neve
1977-ben volt először Bányász-barlangnak nevezve a barlang az irodalmában. Előfordul a barlang az irodalmában Bányász Cave (Takácsné, Eszterhás, Juhász, Kraus 1989), Bányász Cave of Középbérc (Kordos 1977), Hársas-barlang (Kordos 1977), Hársas Cave (Kordos 1977), hársasi Bányász-barlang (Kordos 1984), Középbérci Bányász-barlang (Kordos 1977), Közép-bérci-barlang (Lénárt 1979), Kurtabérci-barlang (Kordos 1984), Nagy-Hársas-barlang (Lénárt 1979), Nagy-Hársasi-zsomboly (Takácsné 1987) és Nagy-Hársas-zsomboly (Kordos 1977) neveken is.

## Kutatástörténet
A barlang emberemlékezet óta nyitott volt. Feltárását a Miskolci Bányász Barlangkutató Csoport kezdte meg 1963-ban. A Bejárati-akna kitöltését a teljes 7 m²-es szelvényből kitermelték a felszínig. A feltárás során nyilvánvalóvá vált, hogy az akna leginkább a történelmi időkben töltődött fel, ugyanis abban nagy mennyiségű recens csontmaradványt találtak, többek közt egy teljes emberi csontvázat az 1910-es évekből. A csontváz 11,5 m mélységből, 7 m vastag törmelék alól került elő.
24 m mélységben értek el egy, a felboltozódott nagy kőtömbök mellett kitöltetlenül maradt rést, amelybe lecsúszva, akadálytalanul ereszkedhettek le két aknán át egészen 120 m mélységig, a mai felmérések szerint 80 m mélységig, az Omladékos-terem-ig, innen a jelentésük szerint még további 10 m körüli szakaszt bontottak lefelé, 130 m mélységig az omladékba (87 m), de egy vízbetörés miatt feladták a kutatást.

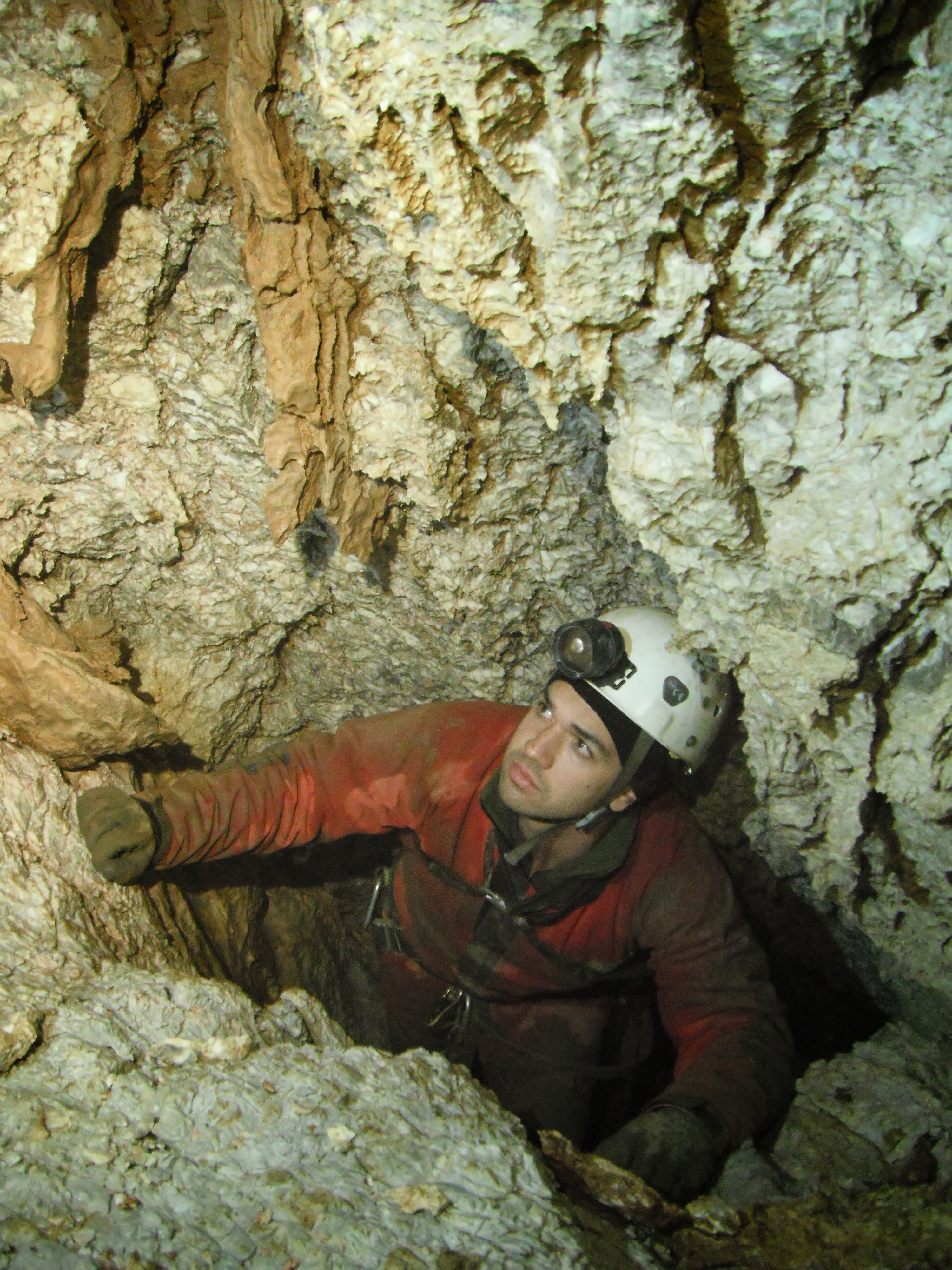
Bányász-barlang, Csipkés-kürtő

1975-ben a Herman Ottó Karszt- és Barlangkutató Csoport feltérképezte a zsombolyt. Az Első-akna alján található eltömődött szűkületen két óra ásás után átjutva sikeresen leértek 87 m mélységig, ahol az Omladékos-termet nem találták. Viszont sikerült nem messze, az akkori végpont előtt egy felfelé törő, huzatos repedést kitágítaniuk, amelyből a lejárati aknasorral párhuzamosan futó, jóval tágasabb kürtőrendszerbe jutottak, amelyet később Herman-kürtőnek neveztek el tiszteletükre.
Az 1977. évi MKBT Beszámolóban napvilágot látott tanulmányban az olvasható, hogy 1976 márciusában Schindler László kutya (Canis sp.) csontot gyűjtött a Nagy-Hársas-zsomboly első aknája utáni részből, kb. 45 m mélyről. A csont valószínűleg pleisztocén kori. Az 1977. évi Karszt és Barlang angol nyelvű különszámában megjelent, The longest and deepest caves of Hungary (December 31, 1975) című közleményből megtudható, hogy a Bükk hegységben fekvő, 130 m mély Bányász Cave of Középbérc 1975. december 31-én Magyarország 9. legmélyebb barlangja. A 8. legmélyebb barlang (Pénz-pataki-víznyelőbarlang) szintén 130 m mély. A listába bekerült a Bükk hegységben lévő, 87 m mély Hársas Cave is, amely 1975. december 31-én Magyarország 21. legmélyebb barlangja.
Az 1977. december 31-i állapot szerint (MKBT Meghívó 1978. május) a Bükk hegységben lévő és 130 m mély Középbérci Bányász-barlang az ország 8. legmélyebb barlangja. A Bükk hegységben lévő és 86,9 m mély Hársas-barlang az ország 25. legmélyebb barlangja. Az 1977. évi Karszt és Barlangban megjelent összeállítás alapján, 1977. december 31-én Magyarország 8. legmélyebb barlangja a Bükk hegységben elhelyezkedő, 1977. december 31-én, 1976-ban és 1975-ben 130 m mély Bányász-barlang. A 9. legmélyebb barlang (Szabó-pallagi-zsomboly) szintén 130 m mély. Az összeállítás szerint, 1977. december 31-én Magyarország 27. legmélyebb barlangja a Bükk hegységben lévő, 1977. december 31-én és 1976-ban 86,9 m mély, 1975-ben pedig 87 m mély Hársas-barlang. Ez az összeállítás naprakészebb az 1978. májusi MKBT Meghívóban publikált listánál.
Az 1979-ben kiadott, Barlangok a Bükkben című könyvben szó van arról, hogy a kurtai műúttól északra helyezkedik el a hársasi Bányász-barlang bejárata. Nagy-Hársas-barlangként, sőt Közép-bérci-barlangként is ismerik. A 100 m mély barlang több nagy aknából áll. Csak komoly barlangkutató felszereléssel és tapasztalt vezető irányításával látogatható. A könyvhöz mellékelt, a Bükk hegység barlangokban leggazdagabb területét bemutató térképen látható a 144-es számmal jelölt barlang földrajzi elhelyezkedése. Az 1984-ben napvilágot látott Magyarország barlangjai című könyv országos barlanglistájában szerepel a Bükk hegységben lévő barlang Bányász-barlang néven hársasi Bányász-barlang, Kurtabérci-barlang, Nagy-Hársas-barlang névváltozatokkal. A listához kapcsolódóan látható az Aggteleki-karszt és a Bükk hegység barlangjainak földrajzi elhelyezkedését bemutató 1:500 000-es méretarányú térképen a barlang földrajzi elhelyezkedése.

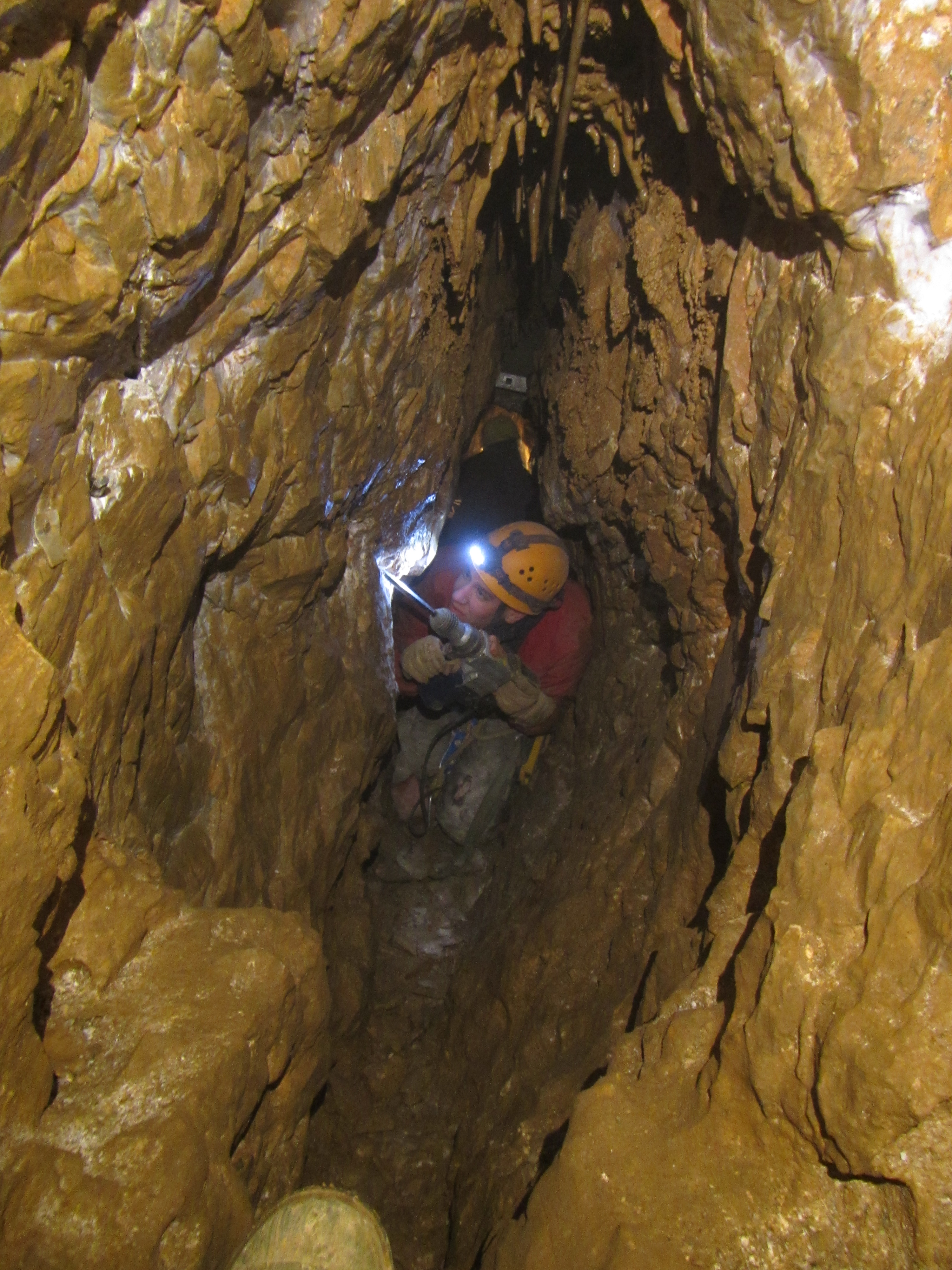
Bányász-barlang, Hasadék-táró

Az 1987. december 31-i állapot alapján Magyarország 10. legnagyobb függőleges kiterjedésű barlangja az 5372/31 barlangkataszteri számú, 130 m függőleges kiterjedésű Bányász-barlang. A 11. legnagyobb függőleges kiterjedésű barlang (Szabó-pallagi-zsomboly) szintén 130 m függőleges kiterjedésű. Az összeállítás szerint az 1977. évi Karszt és Barlangban közölt mélységi listában a Bányász-barlang 130 m mély. Az 1977. évi Karszt és Barlangban lévő mélységi listában szereplő Hársas-barlang 86,9 m-es mélységadata téves névazonosításon alapul, mert az adat a Nagy-Hársasi-zsombolyra vonatkozik, amely a Bányász-barlang névváltozata. A Karszt és Barlang 1989. évi különszámában publikált, angol nyelvű tanulmányhoz (The caves of Hungary) kapcsolódva megjelent egy olyan lista, amelyben Magyarország legmélyebb barlangjai vannak felsorolva. A felsorolás szerint a Bükk hegységben fekvő, 130 m mély Bányász-barlang (Bányász Cave) 1988-ban Magyarország 10. legmélyebb barlangja. (A barlang 1977-ben is 130 m mély volt.)
1992-ben a Budapesti Egyetemi Atlétikai Klub barlangászai térképezték fel a barlangot. A barlangtérképükön nincs rajta az Omladékos-terem és a párhuzamos aknasor. 1993. április 8-tól a környezetvédelmi és területfejlesztési miniszter 12/1993. (III. 31.) KTM rendelete szerint a Bükk hegységben lévő Bányász-barlang fokozottan védett barlang. 2001. május 17-től a környezetvédelmi miniszter 13/2001. (V. 9.) KöM rendeletének értelmében a Bükk hegység területén lévő Bányász-barlang fokozottan védett barlang. Egyidejűleg a fokozottan védett barlangok körének megállapításáról szóló 1/1982. (III. 15.) OKTH rendelkezés hatályát veszti. A 2003-ban kiadott, Magyarország fokozottan védett barlangjai című könyvben található Egri Csaba és Nyerges Attila által készített mélységi lista szerint a Bükk hegységben lévő és 5372-31 barlangkataszteri számú Bányász-barlang Magyarország 37. legmélyebb barlangja 2002-ben. A 2002-ben 89 m mély barlang 1977-ben és 1987-ben is 130 m mély volt.
2005. szeptember 1-től a környezetvédelmi és vízügyi miniszter 23/2005. (VIII. 31.) KvVM rendelete szerint a Bükk hegységben lévő Bányász-barlang fokozottan védett barlang. 2007. március 8-tól a környezetvédelmi és vízügyi miniszter 3/2007. (I. 22.) KvVM rendelete szerint a Bükki Nemzeti Park Igazgatóság működési területén lévő Bükk hegységben elhelyezkedő Bányász-barlang az igazgatóság engedélyével tekinthető meg.

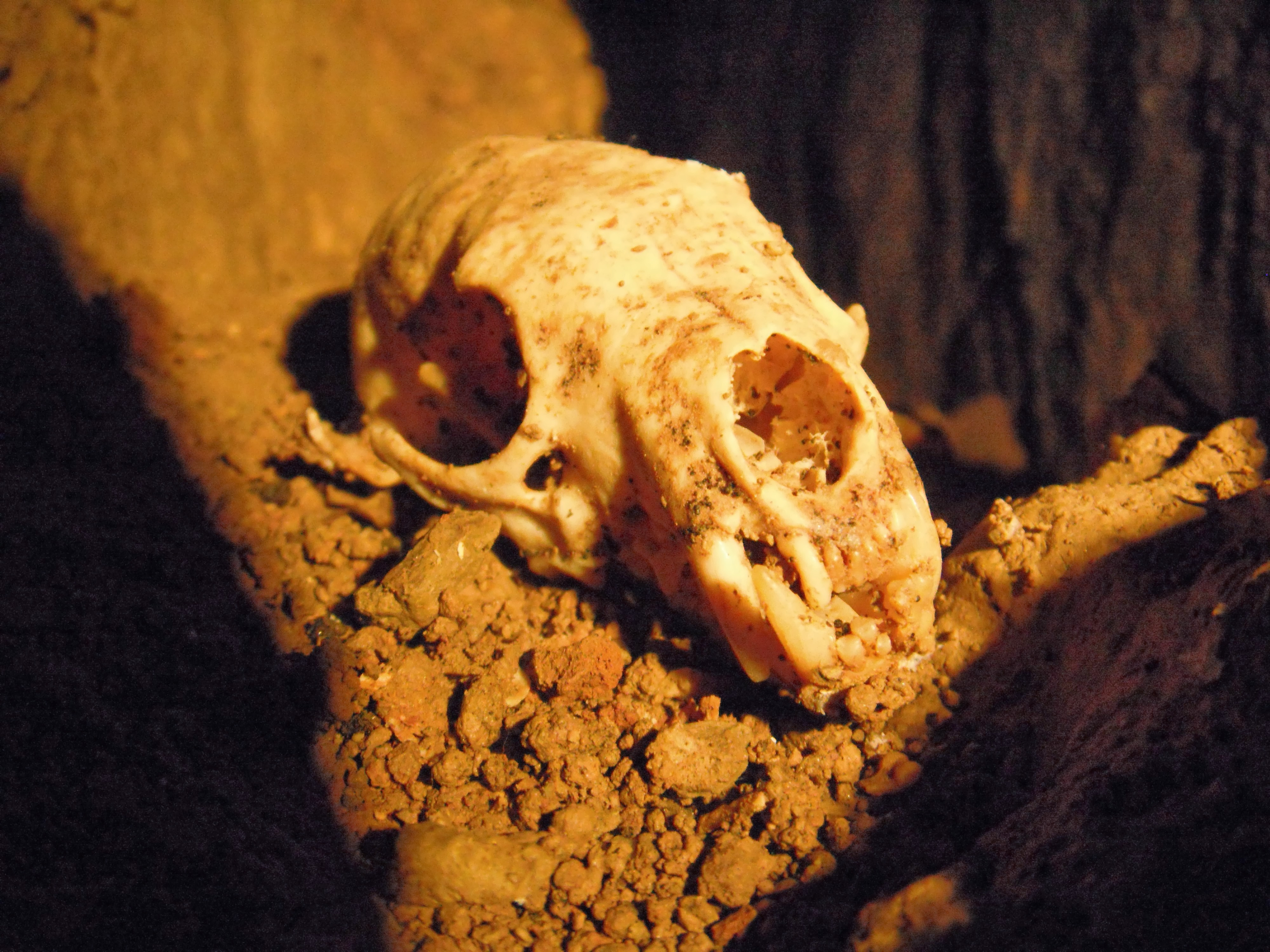
Nyusztkoponya a Bányász-barlangban

Az előbbiekben felvázolt nem mindennapi kutatástörténet keltette fel Rántó András kíváncsiságát, aki 2010 októberben a végponti zónát bejárva újra rábukkant a 35 évvel azelőtt a Herman Ottó Csoport által lerajzolt nagyméretű kürtőre. Ezen felbuzdulva megkérték a szükséges engedélyeket és Sűrű Péterrel újrakezdték a barlang rendszeres kutatását. A kutatás több barlangászegyesületből verbuválódott résztvevőiből hamar létrejött a későbbi Szinva Csoport. Kezdetként szisztematikusan kimászták és felpoligonozták a barlang kisebb-nagyobb kürtőit, majd a mélyponton kezdtek bontásba a huzatot követve. Itt már az első alkalommal feltárult egy apró omladékos terem, amit Nyest-teremnek neveztek el az itt összegyűlt, legalább fél tucat kisragadozó-csontváz miatt.
Továbbra is a huzat irányát követve, egy következő próbabontás alkalmával, 2011. január 9-én egy kis szálkő-szűkületet törtek át, így egy 5 m-es aknában (93 m-es mélység) találták magukat. Ennek alján az összecseppkövesedett omladékot kibontva a két szintre osztott Cseppköves-termet és a belőle nyíló Hasadék-aknát fedezték fel (112 m-es mélység). Itt egyéves munkára kényszerültek egy szálkő-hasadékban, de egy 10 m hosszú táróval legyőzték azt.
2011. november 5-én egy 20-as aknával (Vasas-akna) haladtak tovább (135 m-es mélység), melynek végén ismét ökölnyi lyukon áramlott a levegő. 2013. július 19-től a vidékfejlesztési miniszter 58/2013. (VII. 11.) VM rendelete szerint a Bányász-barlang (Bükk hegység, Bükki Nemzeti Park Igazgatóság működési területe) az igazgatóság hozzájárulásával látogatható. Két év küzdelem és 10 m táróhajtás után, 2013. augusztus 3-án áttörtek egy 80 m mélységű, általuk Törpilla-aknának elnevezett függőleges nagy aknába (224 m-es mélység).
Innen 2014. január 8-án egy kis, 10 m-es aknába, az Anna-aknába kerültek (kb. 238 m-es mélység). Végül 2014. január 18-án ismét lejjebb jutottak egy alsó, gyökérszerűen, többszörösen elágazó szakaszba (kb. 250 m-es mélység). 2020 augusztusában jelentették, hogy egy kisebb továbbjutás sikerült, egy 23 m mély aknába jutottak le, amellyel a barlang teljes mélysége 290 méter lett. 2015. november 3-tól a földművelésügyi miniszter 66/2015. (X. 26.) FM rendelete szerint a Bányász-barlang (Bükk hegység) fokozottan védett barlang. 2021. május 10-től az agrárminiszter 17/2021. (IV. 9.) AM rendelete szerint a Bányász-barlang (Bükk hegység, Bükki Nemzeti Park Igazgatóság működési területe) az igazgatóság engedélyével látogatható. A 13/1998. (V. 6.) KTM rendelet egyidejűleg hatályát veszti.

## Kutatási távlatok
A Bányász-barlangban elnyelődött víz – ahogy a többi kurta-bérci mélybe vezető járat vize is – a környező víznyomjelzések alapján a Szinva-főforrásban bukkan elő. A forrás és a barlang bejárat 4,7 km távolságra és 400 m szintbeli különbségre helyezkedik el egymástól, így a mélyben jelentős járatrendszer sejthető. A Bükk többi patakos barlangjában a felszíni hossz a barlangi hosszal átlagosan 1:5,5 arányban áll. Ezzel számolva a várható járathossz: 4,7×5,5≈26 km, ha csak folyásirányban lefelé számolunk.
A patakos ág várható mélysége pedig 300 m egy közeli vízszintészlelő fúrás alapján. Persze a barlang zsomboly jellege miatt nem garantált, hogy lenyúlik a karsztvízszintig, és ott egy járható, vízszintes járatra csatlakozik, hiszen vannak erre ellenpéldák is a Bükkben. Mindazonáltal, mivel a pozitív példák a fennsíkon jellemzőbbek és már a Hasadék-akna aljától kezdve állandó vízfolyás van a barlangban, így a patakos ág létezése valószínű. Jelenleg hazánkban itt van a legnagyobb esély arra, hogy egy barlang átlépje a ma még álomhatárnak tekinthető 300 m-es barlangmélységet.